# Paul Schlecht

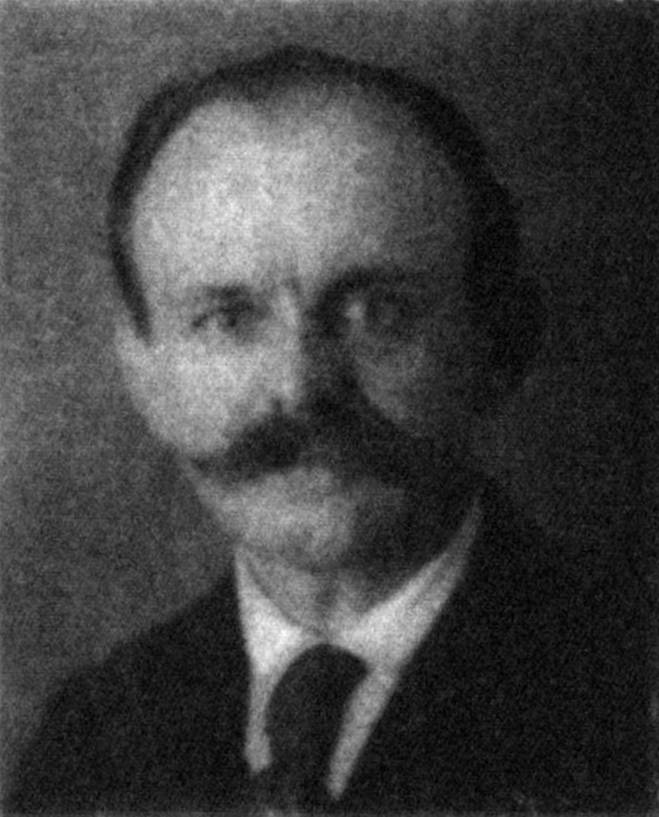
Schlects offizielles Reichstagsporträt, 1924

Paul Schlecht (* 26. September 1882 in Rixdorf; † 29. April 1947 in Berlin-Buch) war ein deutscher kommunistischer Politiker.

## Leben
Aus einer Berliner Arbeiterfamilie stammend, absolvierte Schlecht eine Lehre als Schlosser und arbeitete später als Werkzeugmacher. SPD-Mitglied seit 1900, gehörte Schlecht zur innerparteilichen Opposition gegen die Burgfriedenspolitik der Partei und trat 1917 in die USPD ein und war Mitglied der Revolutionären Obleute. 1920 wurde er Mitglied der KPD, in der er zum linken Flügel zählte, und war seit 1921 Mitglied der Berliner Bezirksleitung. 1924 wurde er Kandidat des Zentralausschusses der Partei. Im gleichen Jahr wurde Schlecht im Mai in den Reichstag gewählt (dem er bis 1928 angehörte) und nahm Aufgaben in der Leitung verschiedener Parteibezirke wahr. 1925 wieder in die zentrale Leitung der Partei gewählt, stand er Herbst 1925 gemeinsam mit Arkadi Maslow und Anton Grylewicz vor dem Reichsgericht, sein Verfahren wurde infolge einer Amnestie eingestellt.
Hermann Weber zählt ihn neben Max Schütz und Wilhelm Schwan zu den Konkurrenten Ernst Thälmanns im Vorfeld von dessen Wahl zum Parteivorsitzenden.
In den folgenden Jahren im Zuge der Entmachtung des linken Flügels um Maslow und Ruth Fischer durch die neue Führung unter Ernst Thälmann nach und nach aus seinen Parteiämtern verdrängt, wurde Schlecht im April 1927 als eine der letzten prominenten Persönlichkeiten des linken Flügels aus der KPD ausgeschlossen und trat daraufhin der Gruppe der Linken Kommunisten im Reichstag bei. Schlecht zählte Anfang 1928 zu den Mitbegründern des Leninbundes, den er – gemeinsam mit Fischer und Maslow – nach einigen Monaten verließ. Schlecht zog sich nach dem Verlust seines Reichstagsmandates im Sommer 1928 aus der Politik zurück und eröffnete eine Gastwirtschaft in Berlin, welche auch als Treffpunkt und Versammlungslokal verschiedener linker Gruppen (mit denen Schlecht weiterhin sympathisierte) diente. 1933 fand in seinem Lokal die letzte illegale Sitzung der Reichsleitung des Leninbundes statt. Schlecht verstarb 1947 in Ost-Berlin.